# O-Mamori

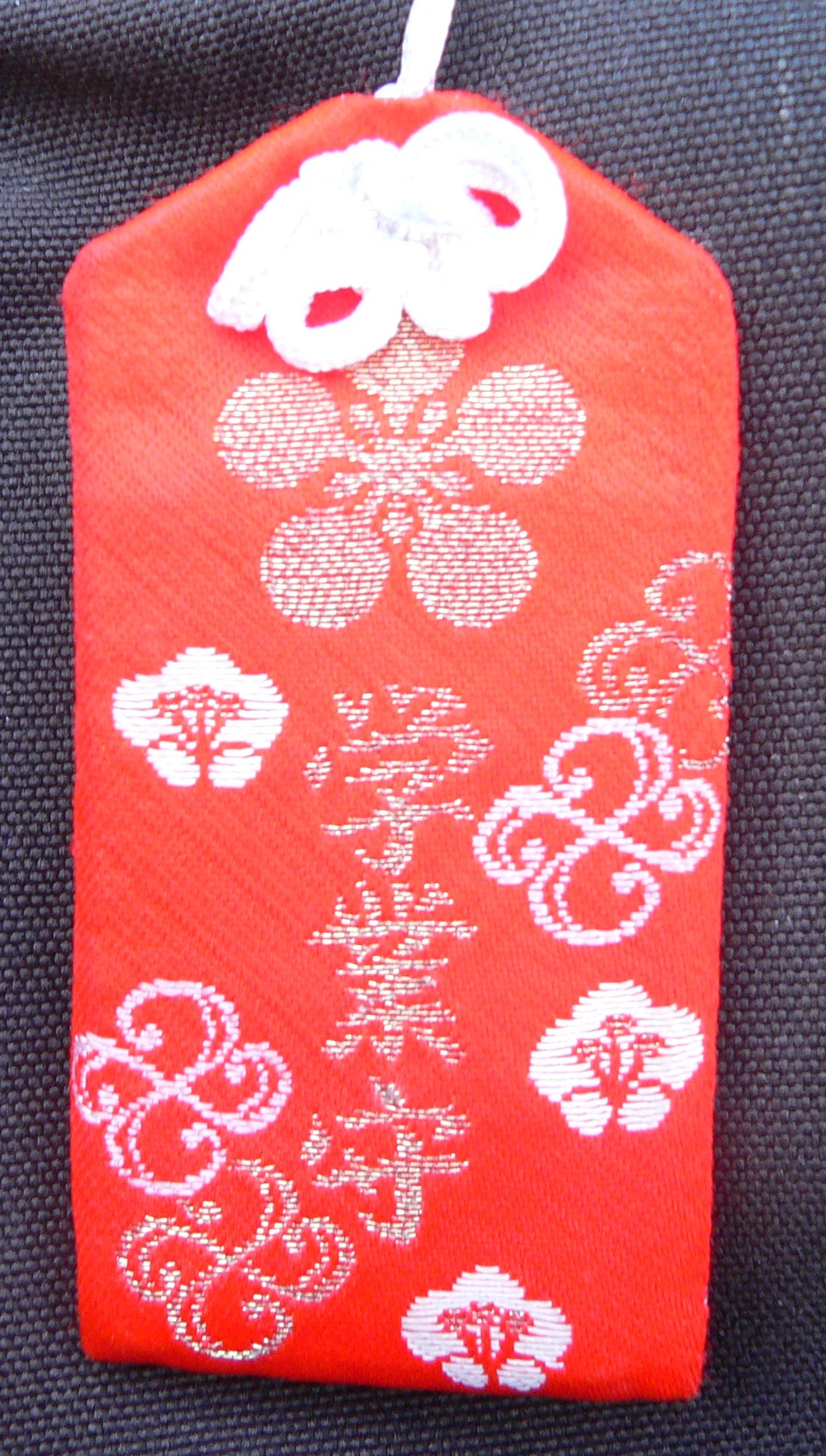
O-Mamori

Als O-Mamori (jap. 御守り oder お守り, dt. „Schutzzeichen“ oder „Talisman“) werden kleine bestickte Stoffbeutel bezeichnet. Diese werden in Japan sowohl in Shintō-Schreinen als auch in buddhistischen Tempeln verkauft und können somit überinstitutionell allgemein in Japan verbreiteten religiösen Praktiken zugeordnet werden. Dabei geht es um den Erwerb von genze-riyaku, diesweltlichen Wohltaten.
Inhalt der Beutel sind wahrscheinlich meist Papierstreifen mit schützenden Schriftzeichen, sogenannte O-Fuda. Es herrscht der Glaube vor, dass man O-Mamori nicht öffnen darf, sie nach einem Jahr bzw. an Neujahr ihre Wirkung verlieren und dass man sie in Tempeln oder Schreinen verbrennen lassen und sich neue kaufen soll. Der Preis für ein O-Mamori liegt etwa zwischen 300 und 1000 Yen. O-Mamori sind in Japan auch ein beliebtes O-Miyage (Reisesouvenir), so dass ein fester Glaube an seine Wirkung nicht unbedingt Motivation für ihren Erwerb sein muss.
O-Mamori sind für alle denkbaren Situationen des Lebens erhältlich, Gesundheit, hohes Alter, Liebe, glückliche Ehe, komplikationsfreie Schwangerschaft, Bestehen von Examen und unfallfreies Autofahren sind die üblichen. Tempel und Schreine mit besonderen Themen verkaufen auch besondere O-Mamori, so gibt es Talismane für Reisen oder den Erfolg der eigenen Baseball-Mannschaft. Der Taga-Schrein (多賀神社, Taga-jinja) in Uwajima (auf Shikoku) verkauft O-Mamori, die die sexuelle Potenz erhöhen sollen. Dieses O-Mamori enthält statt eines O-Fuda einen kleinen goldenen Penis.
Auch nicht-religiöse Touristenattraktionen verkaufen O-Mamori, so kann man in Iwakuni ein Beutelchen mit einem Stück der abgelegten Haut einer Albino-Schlange erwerben. Dieser Glücksbringer verspricht Erfolg im Geschäftsleben.
Andere Objekte, die in religiösen Institutionen in Japan verkauft werden und mit dem genze-riyaku-System und der allgemeinen japanischen Religion zusammenhängen, sind z. B. O-Mikuji, Ema, O-Fuda, Daruma und Engimono.